# Morata de Jalón
Morata de Jalón (aragónul Morata de Xalón) település Spanyolországban,  Zaragoza tartományban. Morata de Jalón Alpartir, Santa Cruz de Grío, El Frasno, Chodes, Arándiga és La Almunia de Doña Godina községekkel határos. Lakosainak száma 1082 fő (2024).

## Népesség
A település népessége az utóbbi években az alábbiak szerint változott:
| Lakosok száma | 1516 | 1393 | 1379 | 1360 | 1266 | 1209 | 1146 | 1079 | 1101 | 1082 |
|               | 2001 | 2004 | 2007 | 2009 | 2012 | 2014 | 2017 | 2019 | 2022 | 2024 |